# Gudrun Magnusson
Gudrun Magnusson, född 21 september 1930, död 25 juli 2017, var en svensk friidrottare (höjdhoppare) som tävlade för Hestra SSK. Hon vann SM-guld 1949.